# 南襄城郡
南襄城郡，中国南北朝时设置的郡。
- 南朝齐高帝建元元年（479年）设置宁蛮校尉，同时设置南襄城郡，地属平蠻府。治所在隔城（今河南桐柏县西北），与中襄城郡、北襄城郡、東襄城郡相区别称之为南襄城郡。永泰元年（498年），北魏夺得南襄城郡，废除南襄城郡。
- 北周时再设置南襄城郡，下辖叶县和定南县。治所在叶县（今河南叶县南二十八里旧县）。隋文帝开皇三年（583年）废，属县入广州，后改属许州。